# Saint-Seurin-de-Cursac
Saint-Seurin-de-Cursac è un comune francese di 742 abitanti situato nel dipartimento della Gironda nella regione della Nuova Aquitania.

## Società

### Evoluzione demografica
Abitanti censiti